# Charlie Setford
Charlie Setford (Haarlem, Países Bajos, 11 de mayo de 2004) es un futbolista neerlandés nacionalizado inglés que juega de portero en el Ajax de Ámsterdam de la Eredivisie.

## Trayectoria
Fue descubierto por el Ajax de Ámsterdam a los 7 años y ha sido parte del club desde entonces. Fue titular en todas las categorías de la cantera del club. Firmó un contrato de 3 años con el Ajax en junio de 2020. El 2 de abril de 2021, con 16 años, Setford se sentó por primera vez en el banquillo del Jong Ajax en un partido de liga. Se sentó en el banquillo en tres ocasiones más antes del final de la temporada.
Hizo su primera aparición y fue titular con el Jong Ajax durante la temporada 2021-22 en un partido de liga el 20 de agosto de 2021 contra el FC Den Bosch. Con sólo 17 años, se convirtió en el portero más joven de la historia del Ajax. El Jong Ajax ganó 3-2 e hizo una importante parada en el 1 contra 1. Fue titular por segunda vez contra el MVV Maastricht el 27 de septiembre, deteniendo un penalti en la victoria por 3-1.
También se sentó en el banquillo del primer equipo del Ajax de Ámsterdam para el partido de liga contra el PEC Zwolle el 11 de septiembre de 2021, y desde entonces ha hecho apariciones regulares en el banquillo del primer equipo, incluso en el partido de la Liga de Campeones de la UEFA contra el Beşiktaş J. K. el 28 de septiembre.

## Selección nacional
Nació en Países Bajos, de padre inglés y madre neerlandesa, y es elegible para jugar tanto con Inglaterra como con Países Bajos a nivel internacional. Ha jugado con ambas naciones en categorías inferiores, disputando un total de cuatro partidos con la selección sub-15 de Países Bajos y la sub-16 de Países Bajos antes de 2020, además de disputar cinco partidos con la selección sub-16 de Inglaterra. Sin embargo, más tarde anunció que había decidido comprometerse a jugar para Inglaterra sobre Países Bajos a nivel internacional, explicando: "Fue mi elección, y también la de mi familia. Mi corazón está en Inglaterra.
El 27 de agosto de 2021 recibió su primera convocatoria con la selección sub-18 de Inglaterra. Hizo su primera aparición el 3 de septiembre de 2021, siendo titular en el empate 1-1 contra Gales sub-18.
Es considerado uno de los prospectos ingleses más emocionantes de su generación.

## Vida personal
Tiene un hermano menor, Tommy Setford, que juega en el Arsenal F. C. como portero y en la selección sub-16 de Inglaterra. El padre de Charlie y Tommy es el golfista profesional inglés Chris Setford, que ha estado viviendo en los Países Bajos debido a su carrera.
Su equipo favorito además del Ajax es el Southampton F. C., ya que su padre inglés es de Alton cerca de la ciudad. Ha mencionado que él y su familia solo hablan inglés en casa.

## Estadísticas

### Clubes
Actualizado al último partido disputado el 8 de noviembre de 2024.
| Jong Ajax · Países Bajos              | 2.ª           | 2021-22       | 8  | 10 | — | — | — | — | 8  | 10 |
| Jong Ajax · Países Bajos              | 2.ª           | 2022-23       | 9  | 17 | — | — | — | — | 9  | 17 |
| Jong Ajax · Países Bajos              | 2.ª           | 2023-24       | 19 | 37 | — | — | — | — | 19 | 37 |
| Jong Ajax · Países Bajos              | 2.ª           | 2024-25       | 11 | 16 | — | — | — | — | 11 | 16 |
| Jong Ajax · Países Bajos              | Total club    | Total club    | 47 | 80 | 0 | 0 | 0 | 0 | 47 | 80 |
| Total carrera                         | Total carrera | Total carrera | 47 | 80 | 0 | 0 | 0 | 0 | 47 | 80 |
| (1) Hace referencia a goles encajados |               |               |    |    |   |   |   |   |    |    |